# Jeonbuk Hyundai Motors FC B
Jeonbuk Hyundai Motors FC B ist die zweite Herren-Fußballmannschaft von Jeonbuk Hyundai Motors. Sie ist eine U23-Mannschaft und dient vornehmlich jungen Talenten als Zwischenstation zwischen dem Jugend- und dem Profibereich. Aktuell spielt der Verein in der K4 League, der vierthöchsten Spielklasse Südkoreas.

## Geschichte

### Vorgeschichte und Gründung (2020–2021)
Am 15. Dezember 2020 entschied der Südkoreanische Profifußballverband, dass Profivereine statt an ihrer R-League, der Anfang 2020 Neugegründeten K4 League beitreten können, um dort zu spielen. Da die R-League aufgrund der COVID-19-Pandemie in Südkorea die beiden Spielzeiten 2020 & 2021 nicht austragen konnten und die Teilnahme an der R-League keine große Attraktivität besaß, entschied die Vereinsführung die 2. Mannschaft fortan in der K4 League antreten zu lassen.

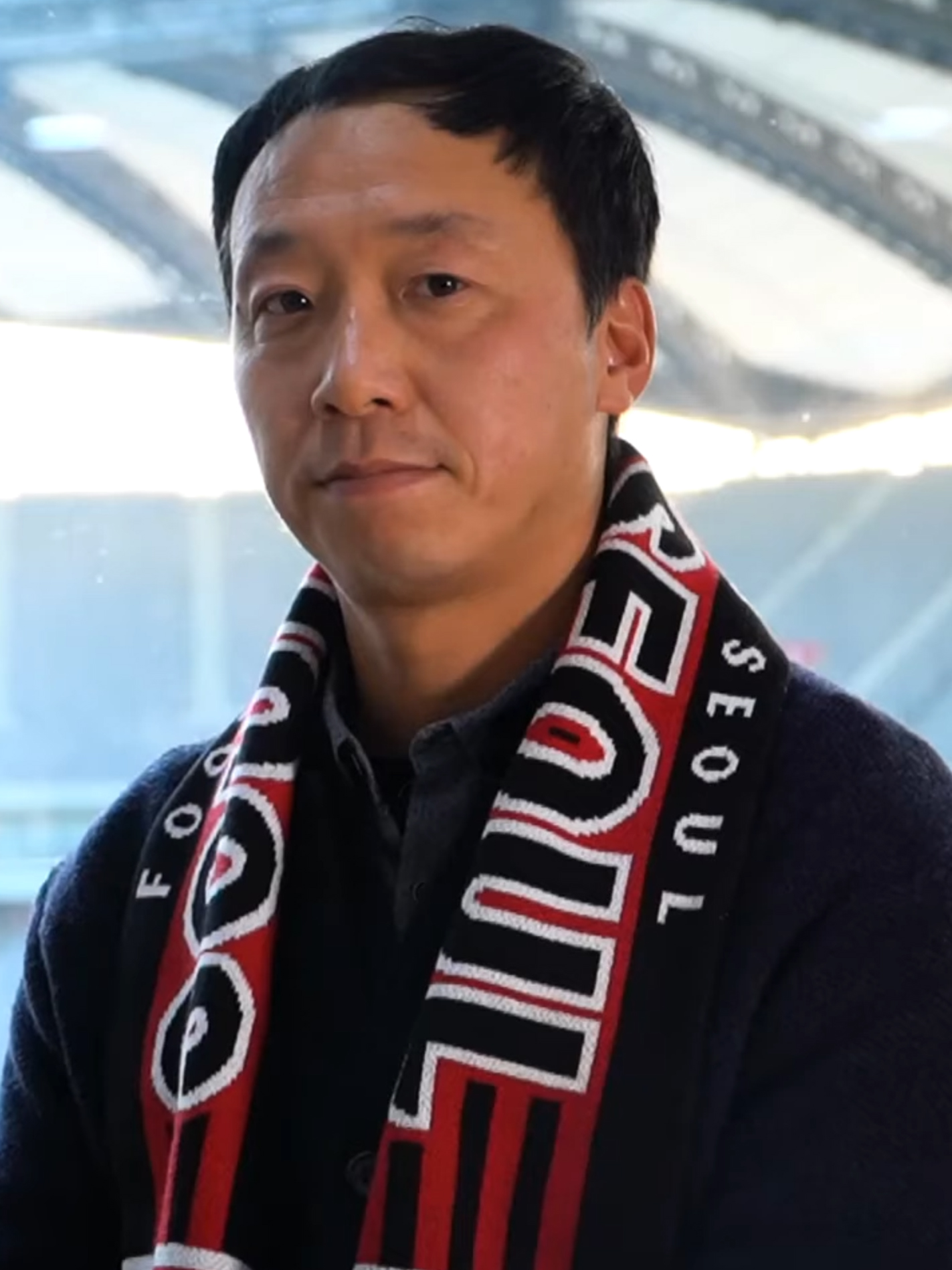
Ehemaliger FC Seoul Trainer Park Jin-seob

### Premierenspielzeit (2022)
Als erster Trainer der 2. Mannschaft wurde mit Park Jin-seob der ehemalige FC-Seoul-Trainer vorgestellt.

### Historie-Übersicht
| Saison | Liga      | Kl. | Vereine | Spiele | Pl. | S | U | N | Tore | Pkt. | KFA Cup | Play-Off | Trainer                                             |
| 2022   | K4 League | 4   | 18      | 34     |     |   |   |   | -:-  |      |         |          | Park Jin-seob (-06.2022) Yu Kyeong-ryeol (06.2022-) |

## Stadion
| Stadion | Name                           | Eigentümer             | Eröffnung | Nutzungszeitraum | Nutzungszeitraum |
| Stadion | Name                           | Eigentümer             | Eröffnung | Von              | Bis              |
| ------- | ------------------------------ | ---------------------- | --------- | ---------------- | ---------------- |
|         | Jeonju-World-Cup-Ersatzstadion | Stadtverwaltung Jeonju | 2001      | 2022             | Bis jetzt        |
|         | Iksan-Stadion                  | Stadtverwaltung Iksan  | 1991      | 2022             | Bis jetzt        |